# Primera División 1990 (Chili)
In 1990 werd het 58ste seizoen gespeeld van de Primera División. Colo-Colo werd kampioen. 

## Eindstand
| Plaats | Club                     | Wed. | W  | G  | V  | Saldo | Ptn. |
| ------ | ------------------------ | ---- | -- | -- | -- | ----- | ---- |
| 1      | Colo-Colo +2             | 30   | 17 | 10 | 3  | 60:22 | 46   |
| 2      | Universidad Católica +1  | 30   | 13 | 11 | 6  | 64:41 | 38   |
| 3      | Unión Española +1        | 30   | 13 | 10 | 7  | 60:37 | 37   |
| 4      | O'Higgins +1             | 30   | 15 | 4  | 11 | 52:45 | 35   |
| 5      | Palestino (P)            | 30   | 12 | 9  | 9  | 52:45 | 33   |
| 6      | Deportes Concepción      | 30   | 12 | 9  | 9  | 41:45 | 33   |
| 7      | Cobreloa                 | 30   | 11 | 9  | 10 | 44:42 | 31   |
| 8      | Deportes La Serena       | 30   | 9  | 12 | 9  | 44:41 | 30   |
| 9      | Cobresal                 | 30   | 9  | 11 | 10 | 34:38 | 29   |
| 10     | Fernández Vial           | 30   | 7  | 13 | 10 | 29:49 | 27   |
| 11     | Universidad de Chile (P) | 30   | 7  | 12 | 11 | 37:39 | 26   |
| 12     | Santiago Wanderers (P)   | 30   | 7  | 12 | 11 | 39:53 | 26   |
| 13     | Naval                    | 30   | 8  | 9  | 13 | 32:47 | 25   |
| 14     | Everton                  | 30   | 7  | 10 | 13 | 30:42 | 24   |
| 15     | Club Deportes Iquique    | 30   | 9  | 6  | 15 | 43:56 | 24   |
| 16     | Huachipato               | 30   | 3  | 15 | 12 | 24:43 | 21   |

|     | Kampioen, gekwalificeerd voor Copa Libertadores 1991                  |
|     | Gekwalificeerd voor Pre-Libertadores                                  |
|     | Degradatie-eindronde                                                  |
|     | Degradatie                                                            |
| (P) | Promovendus                                                           |
| +2  | Twee bonuspunten voor het winnen van de Copa Chile                    |
| +1  | Eén bonuspunt voor het bereiken van de halve finale van de Copa Chile |

### Degradatie-eindronde
| Plaats | Club                 | Wed. | W | G | V | Saldo | Ptn. |
| ------ | -------------------- | ---- | - | - | - | ----- | ---- |
| 1      | Everton              | 3    | 1 | 2 | 0 | 6:4   | 4    |
| 2      | Naval                | 3    | 2 | 0 | 1 | 5:3   | 4    |
| 3      | Deportes Antofagasta | 3    | 0 | 2 | 1 | 7:9   | 2    |
| 4      | Rangers              | 3    | 0 | 2 | 1 | 4:6   | 1    |

|  | Volgend jaar in Primera División |
|  | Volgend jaar in Segunda División |

## Pre-Libertadores
| Plaats | Club                 | Wed. | W | G | V | Saldo | Ptn. |
| ------ | -------------------- | ---- | - | - | - | ----- | ---- |
| 1      | Deportes Concepción  | 3    | 2 | 0 | 1 | 5:4   | 4    |
| 2      | Universidad Católica | 3    | 1 | 1 | 1 | 6:5   | 3    |
| 3      | O'Higgins            | 3    | 1 | 1 | 1 | 3:5   | 3    |
| 4      | Unión Española       | 3    | 1 | 0 | 2 | 3:3   | 2    |

|  | Gekwalificeerd voor Copa Libertadores 1991 |